# Rohlstorf
Rohlstorf er en by og en kommune i det nordlige Tyskland, beliggende i Amt Trave-Land under Kreis Segeberg. Kreis Segeberg ligger i den sydøstlige del af delstaten Slesvig-Holsten.

## Geografi
Rohlstorf ligger på vestbredden af Wardersee 7 km øst for Bad Segeberg og ca. 27 km fra kysten til Østersøen, ved Bundesstraße B 432. Floden Trave der også løbergennem Wardersee, danner en stor del af kommunens nordgrænse. I kommunen ligger ud over Rohlstorf, landsbyerne og bebyggelserne Christianenthal, Düsternbrook, Fährkate, Hexenberg, Imrade, Krögsberg, Margarethenhof, Quaal, Gut Rohlstorf, Warder, Warderbrück og Warderfelde.